# Други равногорски корпус ЈВуО
Други равногорски корпус (Горски штаб 53) је део ЈВуО чији је командант био Предраг Раковић.